# Thủy điện Cốc San
Thủy điện Cốc San là công trình thủy điện xây dựng trên dòng ngòi Dum  tại vùng đất các xã Trung Chải (thị xã Sa Pa), Tòng Sành (huyện Bát Xát), Cốc San (thành phố Lào Cai) thuộc tỉnh Lào Cai, Việt Nam .
Thủy điện Cốc San có công suất lắp máy 30 MW với 3 tổ máy, khởi công tháng 9/2010  hoàn thành tháng 06/2016 .
Nước từ hồ chứa ở xã Trung Chải dẫn theo đường hầm có chiều dài 4,4 km tới nhà máy ở xã Cốc San.
Khi khởi công lần đầu tháng 9/2010 thủy điện Cốc San là thành phần trong "dự án đầu tư Cụm Thủy điện Chu Linh - Cốc San" , trong đó "thủy điện Chu Linh" đặt theo cải biên tên "bản Chu Lìn" của xã Trung Chải, nhưng cho đến năm 2016 không thấy tư liệu về thực hiện "thủy điện Chu Linh".

## Ngòi Dum
Ngòi Dum là phụ lưu cấp 1 của sông Hồng chảy ở tỉnh Lào Cai .
Ngòi Dum bắt nguồn từ hợp lưu các suối ở Sa Pa và xã Sa Pả 22°21′1″B 103°50′30″Đ / 22,35028°B 103,84167°Đ, chảy về hướng đông bắc.
Đến thành phố Lào Cai ngòi Dum đổ vào sông Hồng 22°28′45″B 103°58′55″Đ / 22,47917°B 103,98194°Đ bên bờ phải.
Đoan quốc lộ 4D từ Lào Cai đi Sa Pa được mở dọc theo thung lũng ngòi Dum.